# Новорічна подорож
«Новорічна подорож» — радянський короткометражний анімаційний фільм-казка 1959 року.

## Сюжет
Маленький москвич Коля хоче доставити новорічну ялинку своєму татові-полярникові на радянську полярну станцію «Мирний» в Антарктиду. Дід Мороз, намагаючись виконати бажання хлопчика, дає йому для цього подорожі свій чарівний, зоряний літак. Але долетіти до станції потрібно за той час, поки новорічні Куранти б'ють дванадцять годин. За час польоту Коля втрачає літак і опиняється в Африці, де йому допомагає Лев, потім Мавпочки, потім до Антарктиди його довозить Кіт. З дванадцятим ударом чари розвіюється і Коля, перебуваючи майже біля мети в оточенні пінгвінів, не встигає виконати задумане. Розвіюється не тільки чари, але й Колін сон. Прокинувшись у себе вдома, він дізнається з надісланої папою телеграми, що на полярну станцію літаком з Москви зимівникам привезли велику ялинку.

## Творці
| Автори сценарію:           | Лев Аркадьєв, Ігор Болгарин |
| Режисер                    | Петро Носов |
| Художники-постановники:    | В. Рябчиков, Ігор Знаменський |
| Композитор                 | Юрій Нікольський |
| Оператори:                 | Катерина Різо, Ніна Климова |
| Звукооператор              | Георгій Мартинюк |
| Асистент режисера          | Р. Бродська |
| Художники-мультиплікатори: | Ігор Подгорський, Єлизавета Комова, Фаїна Єпіфанова, Микола Федоров, Володимир Пекар, Геннадій Новожилов, В. Рябчиков, Лідія Резцова, Борис Зелінський, Володимир Попов |
| Ролі озвучували:           | Галина Іванова (Коля), Ірина Потоцька (Пінгвін) |

## Цікаві факти

Кадр мультфільму.

- За мотивами мультфільму «Новорічна подорож» у 1964 році московським видавництвом «Бюро пропаганди радянського кіномистецтва» в серії «Фільм-казка» була видана однойменна книжка Лева Аркадьєва та Ігоря Болгарина. Книжка ілюстрована художниками Ігорем Знаменським і Петром Носовим.
Наклад книги — 500 000 екземплярів.
- У 1962 році студія «Діафільм» випустила фільм «Новорічна подорож»[2].
- У мультфільмі допущена помилка: коли Коля опиняється в Антарктиді, небо над нею темне. Але на Новий рік в Антарктиді — полярний день і південніше 67-ї паралелі в цей час сонце зовсім не заходить.

## Випуски на відео
У 1991 році мультфільм вийшов в мультзбірці «Свято новорічної ялинки» на відеокасетах VHS кінооб'єднанням «Крупний план». В середині 1990-х років ця ж мультзбірка поширювалася на VHS «Studio PRO Video» у збірнику найкращих радянських мультфільмів. В середині 1990-х років студія «Союз Відео» випустила цей мультфільм на VHS.У 2000-х роках мультфільм входив до мультсзбірок на DVD: «Свято Новорічної ялинки», дистриб'ютор «Крупний План» (2004); «Коли запалюються ялинки», дистриб'ютор «СОЮЗ-Відео» (2005); «У новорічну ніч», дистриб'ютор «СОЮЗ-Відео» (2007); «Для веселих непосид: Вершки і корінці» (№ 21), дистриб'ютор «Крупний План» (2011).